# Герб Березны
Герб Бере́зны — геральдический символ посёлка Березна Черниговской области.

## История
Известен с первой половины XVII века, его утверждение связывают с предоставлением Березне магдебургского права. Является гласным гербом, совпадая с названием города — зелёная берёза на голубом поле. Первые известные изображения герба Березны встречаются на печати сотенной канцелярии, которая использовалась в период с 1749 по 1767 год. На ней был изображён геральдический щит с вензелем, покрытый стилизованным шлемом с тремя страусовыми перьями и с надписью «П. С. Б. П.» («Печать сотенного березнянского правления»).
В 1767 году березнянский сотник Яким Сахновский совместил рисунок городского герба с изображением собственной печати, которое включало скрещенные саблю и стрелу, звёзды и полумесяцы. С учётом этих дополнений 4 июня 1782 года был утверждён окончательный вариант герба Березны:

Дерево берёза на голубом фоне, пробитое накрест золотыми саблей и стрелой, а в верхних углах щита по серебряному рогатому месяцу и по четыре шестиугольные звёзды.